# جری داگلاس
جری داگلاس (انگلیسی: Jerry Douglas؛ زادهٔ ۲۸ مهٔ ۱۹۵۶) یک موسیقی‌دان اهل ایالات متحده آمریکا است.